# James William Good

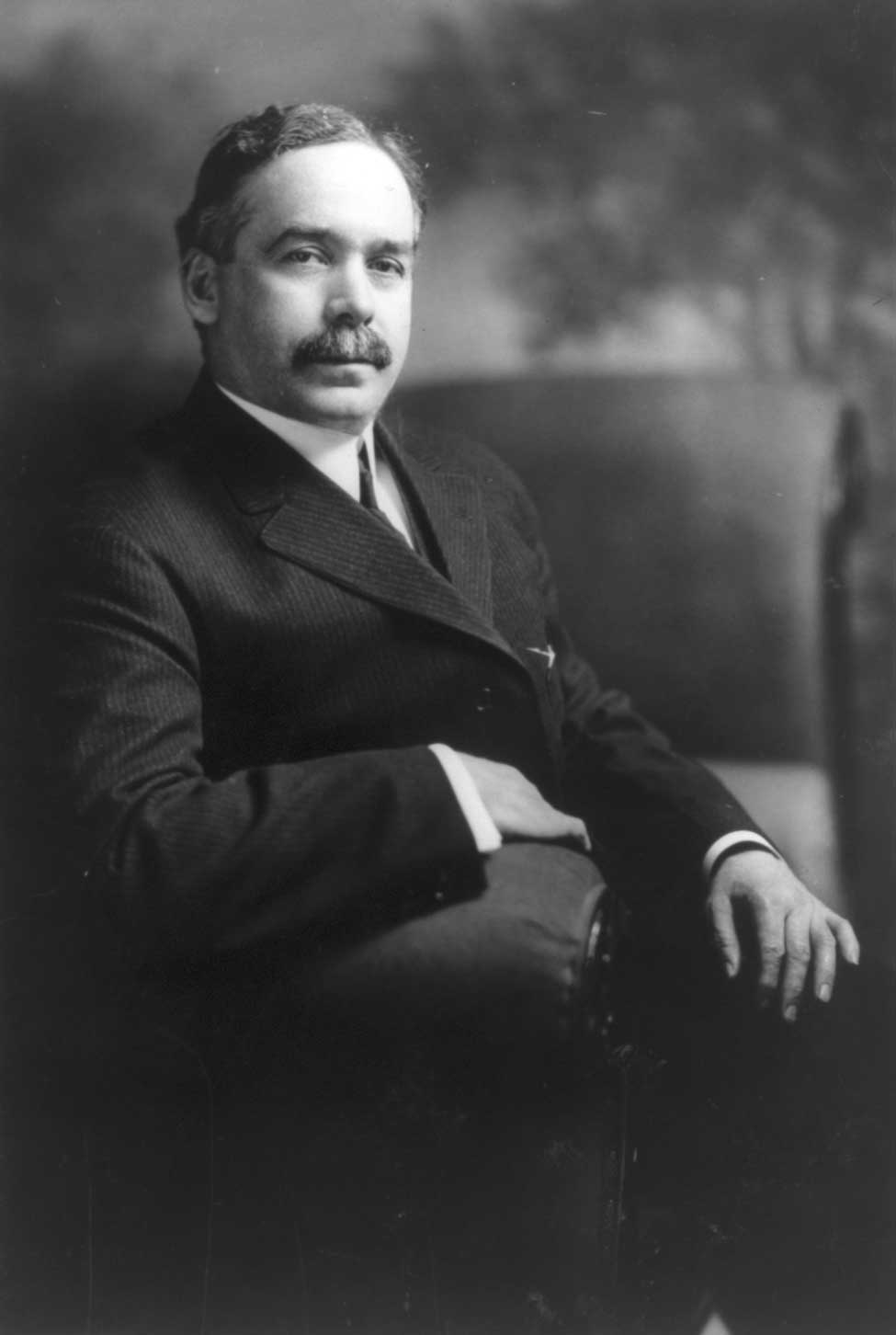
James William Good

James William Good (* 24. September 1866 in Cedar Rapids, Iowa; † 18. November 1929 in Washington, D.C.) war ein US-amerikanischer Politiker (Republikanische Partei), der dem Kabinett von US-Präsident Herbert C. Hoover als Kriegsminister angehörte.

## Leben
Good studierte Jura an der University of Michigan und arbeitete erst als Anwalt, bevor er sich später politisch betätigte.
Er war zwischen 1909 und 1921 Abgeordneter im Repräsentantenhaus der Vereinigten Staaten und fungierte dort zwischen 1917 und 1921 als Vorsitzender des House Appropriations Committee. 1920 wurde er zu einer siebten Sitzungsperiode im Kongress wiedergewählt, verzichtete jedoch im Juni 1921. Danach arbeitete er als Rechtsanwalt in Chicago.
1928 unterstützte er Herbert Hoover bei dessen Bewerbung um die Präsidentschaft. Als Hoover im März 1929 an die Regierung kam, berief er Good als Kriegsminister in sein Kabinett. Good wurde darauf vom Senat bestätigt. Bis zu seinem plötzlichen Tod durch eine Bauchfellentzündung, verursacht durch einen Blinddarmdurchbruch, blieb er acht Monate in dieser Position. Good starb kurz nach dem Börsenkrach, der die Große Depression verursachte. Sein Nachfolger als Kriegsminister wurde Patrick Jay Hurley.